# Монастырь Пхаджодинг
Пхаджодинг — буддийский монастырь в Бутане, расположен к северо-западу от города Тхимпху в трёх часах подъёма, на высоте около 3650 м. Монастырь был когда-то одним из самых богатых обустроенных монастырей в стране, однако из-за забвения и отсутствия развития, он был причислен Всемирным фондом памятников в 2010 году к пяти другим культурным памятникам во всем мире, находящихся под угрозой исчезновения и нуждающихся в срочной помощи.
Монастырь Пхаджодинг был основан в XIII веке Пхаджо Другом Шигпо (1184—1251), тибетским ламой, распространявшим буддийское учения Друкпа Кагью в Бутане. Монастырь является одним из самых священных мест для медитаций в Бутане. Большинство сооружений монастыря были построены в 1748 году Гьялвой Шакья Ринченом (1710—1759), 9-й Дже Кхенпо, считавшимся реинкарнацией Речунга, ученика Миларепы. Его перевоплощение в настоящее время учится в буддийском институте Наланда, в городе Пунакха.
В монастыре Пхаджодинг проживают 40 молодых монахов, добросовестно несущих духовные традиции. Так же здесь проживают дети-сироты. Около половины этих молодых монахов не получают минимальную стипендию правительства, а с условием нахождения в монастыре множества детей из бедных сельских семей, так же желающих присоединиться к монашеской общине, монастырь не в состоянии обеспечить свои основные потребности. Из-за ограничений на государственное финансирование, невозможно увеличить возможности монастыря в помощи для детей-сирот и малоимущих семей без внешних спонсоров.
Сегодня монахи активно используют информационные сети и Интернет, рассказывая миру о финансовых потребностях своей обители. Их проект, известен как «The Phajoding Monastery Project». Целями проекта являются предоставление качественного ухода и воспитания для детей-сирот и обездоленных детей в пределах обучения, обеспечить основные потребности детей, привить важность сострадания, дарения, обмена и доверия. Проект получил большую поддержку как в пределах, так и далеко за пределами Бутана.